# 日暮里大火 (1963年)
日暮里大火（にっぽりたいか、日暮里の大火）とは、1963年（昭和38年）4月2日14時56分に東京都荒川区日暮里町（現・荒川区東日暮里）にて起きた火災である。
死者は出なかったが、負傷者は220人に及んだ。火災は約7時間に亘って燃え続け、市街地の5,098平方メートルが焼失し、家屋36棟が全焼するなど大規模な大火となった。

## 経過
- 火災の発生した1963年（昭和38年）4月2日の天候は快晴、正午に東京消防庁庁舎屋上で最大瞬間風速21m/sを記録するなど風が強く[2]、午前10時45分には都内全域を対象としてこの年7回目の火災警報が発令されていた。
- 午後2時56分頃、荒川区日暮里町2丁目274番地にある寝具製造会社の作業場より出火。出火の原因は寝具工場の工員がシンナー[3]の入ったバケツを水の入ったバケツだと勘違いして、タバコに火を付けたあとのまだ燃えているマッチを投げ捨てたところ、爆発炎上したというものであった[4]。
- 午後2時59分頃、近隣の工場で火災報知機が押され、119番へ通報が行なわれた。しかし、消防隊の第一陣（日暮里小隊）が到着した時には、強風にあおられた炎はすでに作業場の東側へ延焼していた。
- 午後3時15分頃、日暮里町2丁目204番地の倉庫に飛び火。同20分頃には火元から道路を挟んだ南側のゴム製品製造工場にも飛び火した。204番地の倉庫にはビニール・ポリエチレンなど約20トンが、東部ラバーにはタイヤ・ゴムなど約1000トンの特殊可燃物が集積されていた。このため延焼により大規模な黒煙が発生し東京湾上空にまで到達、遠くの上野公園や御茶ノ水からでも火事で立ち昇る煙がよく見えたという。
- 火勢の拡大に対して東京消防庁は応援隊を増強し、合わせて1,091名の消防職員・消防団員が動員され、消防車83台が出動して消火にあたった。また警視庁はパトカーや白バイを51台現地へ派遣し、近隣道路の交通整理や、被災者の避難誘導にあたった。
- 警察や消防がまだ類焼していない近隣住宅に対して「自宅の屋根や壁に水を撒くように」と指示したところ数百軒の家で一斉に水道の蛇口を全開にして水を出そうとしたため「普段から水圧が低く夕食時など水の出が悪いが、この時は全く水が出なかった」などの問題も発生した。これはこの日暮里地区が金町浄水場からの配水管の末端に位置する場所で普段からあまり水の利が良くなかった事に起因する。
- 消防は近くにある荒川区立第三日暮里小学校のプール（火災発生時には約250トンの水があった）の水を消火に使うなどしたが、プールの水は1時間ほどで使い切ってしまい、消防用の水の確保に困難を極めた。その後は1km以上離れた谷中出張所の消火センターからポンプ車3台を数百m間隔で並べて火災現場まで消火用水を送水して対応した。
- 炎は7時間にわたって燃え続け、鎮火したのは午後9時58分であった。消防隊の現場引き上げは、翌4月3日の午前5時過ぎとなっている。しかし新聞記事などによれば翌日の昼間になっても所々で煙が立ち昇り、地元の住人がバケツで水をかけて消火していたとある。
- 被災後の一帯では約5,000トン（トラック約1,300台分）にも及ぶ焼けクズが発生し、その処理に困難を極めた。この焼けクズの回収などには4月4日より数日間にわたり自衛隊700名が派遣された。またその処理費用として2億4千万円かかると試算された。

## 被害
日暮里大火による負傷者は約220名（うち消防隊13名）・罹災者は326名（78世帯）に上ったものの、1人の死者も出さずに済んだ。火災の規模に対し死者の出なかった理由として、火災の発生が昼間であったため避難が容易だった点があげられる。
大火による焼失は36棟、5098m2であった。

## 原因
この火災が発生し、大火となった主な原因をあげる。
- 火元となった作業場は寝具を製造する工場で、ウレタンフォームを材料としたマットレスなどを主に製造し、またポリスチレンペーパーを材料とした皿なども製造していた。製品の材料に可燃性の物質を使用していたにもかかわらず、作業場では喫煙所の指定が行なわれていなかった。また、消火設備は小型の消火器を3本用意しているのみであった。一方、延焼した東部ラバーに集積されていた特殊可燃物の量も、届け出のおよそ2倍であった。
- 延焼した日暮里町2丁目一帯は、廃品回収業者が多く各所にボロ布・紙製品・ゴムなどが山積みされていた。建物は老朽化した木造建築物が大半を占め、道路の狭さと車両の駐車が消防車の通行を妨げた。
- 駆けつけた消防隊が放水を行なったものの、消火栓から十分な水量を確保できなかった。これは、日暮里町2丁目付近が金町水系の末端に位置し、消火栓の水圧が低いためであった。
- 火災当日は強い北風が吹き、空気が乾燥していた。この気象条件は、江戸時代に江戸で発生した多くの大火の際と同様であった。日暮里大火と同じ時間帯に、大田区調布鵜ノ木町や練馬区北田中町でも火災が発生している。

## 対応
日暮里大火後の主な対応・対策などをあげる。
- 出火の原因となったマッチ棒を投げ捨てた工員が、荒川警察署によって重失火罪で逮捕された。
- 火勢拡大の原因となった特殊可燃物への対応として、貯蔵庫の構造を防火造りや耐火造りへ変更・野積み貯蔵に対する指導の強化・効果的な消火方法の検討などが行なわれた。
- 黒煙や火の粉で目を傷めた消防関係者が多く出たため、個人装備の充実が検討された。
- 大火後、紙幣を金属容器内に保管する者が現れた。灰となった紙幣でも、日本銀行に持ち込めば灰の重量に応じて新しい紙幣と交換して貰えたためである。